# 谢澹
谢澹（？—425年6月25日），字景恒，陈郡阳夏（今河南太康县）人，谢安的孙子，谢瑶的儿子，谢该、谢模、谢璞的兄弟。

## 早年
谢澹放任旷达，任性而为，不求在世上闻名，与范泰是世外之交。谢澹年轻时就官居显要的职位，历任尚书。桓玄篡夺东晋皇位时，任命谢澹兼任太尉，与王谧一起带着文册到姑孰去宣达旨意。

## 保身
谢澹堂弟谢混与刘毅关系很好，谢澹常常为此感到担心，逐渐疏远了谢混，谢澹常常对弟弟谢璞、堂侄谢瞻说：“谢混这样的性格，迟早会家破人亡。”义熙八年（412年）谢混因是刘毅的党羽而被杀，朝廷因为谢澹之前所说的话，没有株连谢澹。义熙十年（414年），有关部门上奏太常谢澹派了四个人回谢家种植葱和菜，谢澹因此被免官。

## 晋宋之交
元熙年间，谢澹官至光禄大夫，又兼任太保，刘裕将要接受晋恭帝禅让的时候，有关部门建议派侍中刘叡进献玉玺，刘裕认为应该选择有人望的官员，于是就让谢澹代理。元熙二年六月甲子（420年7月5日），晋恭帝派使持节、兼太保、散骑常侍、光禄大夫谢澹与兼太尉、尚书刘宣范向刘裕奉上玺书，转交皇帝玉玺。谢澹曾和刘裕一起饮宴，谢澹痛饮之后大声说话，目中无人，郑鲜之想止住他，刘裕认为谢澹是世俗之外的人士，不应该以规矩限制他，但是刘裕也对此感到不高兴，从此不再让谢澹处理政务。后来谢澹再度和刘裕饮宴，醉着对刘裕说：“陛下用的群臣，必须是曲意迁就，不违背命令的人才能富贵，汲黯一类的人是没有用的。”刘裕大笑。谢澹的侄子谢承伯因为犯罪，被革除了庐陵郡公的爵位。刘裕认为谢安的功勋德行惠及当世，因此封谢澹为柴桑侯，食邑一千户，负责祭祀谢安。

## 抑谢晦
景平年间，谢澹累次升迁至光禄大夫。谢澹的堂侄谢晦将前往荆州担任刺史，赴任之前谢晦去与谢澹道别，谢晦的脸上有自负的神色，谢澹问谢晦的岁数，回答说是三十五岁。谢澹笑着说：“当初荀羡二十九岁就做了北府都督，你已经比他老了。”谢晦非常惭愧。

## 晚年
元嘉年间，谢澹担任侍中、特进、金紫光禄大夫，元嘉二年五月戊寅（425年6月25日），谢澹去世。